# ジュール・ド・グランダン
ジュール・ド・グランダン（Jules de Grandin）は、シーベリイ・クインによって創造され、1925年から1951年にわたりパルプ・マガジン「ウィアード・テイルズ」に93篇が掲載されて人気を博した架空の探偵である。
フランス人。ソルボンヌ大学と聖ラザロ病院の教授。「加速進化」という著書がある。
副業に犯罪学者、オカルト研究家。「幽霊退治人（The Phantom Fighter）」の異名を持つオカルト探偵。
金髪、きっちり整えられた口ひげ、深く窪んだ小さな青い目が印象的である。身長はやや低めだが、猫を思わせるしなやかな動作の持ち主。流暢な英語をしゃべるが、感嘆や悪態には母語であるフランス語が出る。
シャーロック・ホームズに対するワトソン博士のような存在として、トロウブリッジ医師（Dr. Trowbridge）が彼のアシスタントを勤めた。二人はニュージャージー州ハリソンヴィル在住とされた。
ド・グランダン教授は、幽霊や悪霊、人狼、様々な極悪人たちと戦った。超自然的存在の仕業と思われた様々な怪奇事件が実は、狂気や邪悪な人間によるものであったというエピソードも多い。

## 日本語訳作品
- 『悪魔の花嫁』（長編　創元推理文庫　2010年）　The Devil's Bride  (Weird Tales, Feb. 1932 - Jul. 1932)
- 『グランダンの怪奇事件簿』（論創社、ダーク・ファンタジー・コレクション(4)、2007年） 
  - 「ゴルフリンクの恐怖」Horror on the Links (Weird Tales, Oct 1925)：『慄然の書　ウィアード・テイルズ傑作集』（継書房、1975年）に「ゴルフ・リンクの恐怖」として収載
  - 「死人の手」The Dead Hand (Weird Tales, May 1926)
  - 「ポルターガイスト」 The Poltergeist(Weird Tales, Oct 1927)
  - 「眠れぬ魂」 Restless Souls(Weird Tales, Oct 1928)
  - 「死体を操る者」 The Corpse-Master(Weird Tales, Jul 1929)
  - 「銀の伯爵夫人」 The Silver Countess(Weird Tales, Oct 1929)
  - 「ウバスティの子どもたち」 Children of Ubasti(Weird Tales, Dec 1929)
  - 「フィップス家の悲運」 The Curse of the House of Phipps (The Doom of the House of Phipps) (Weird Tales, Jan 1930)
  - 「ウォーバーグ・タンタヴァルの悪戯」 The Jest of Warburg Tantavul(Weird Tales, Sep 1934)
- 「呪いの家」The House of Horror (Weird Tales, Jul 1926)：『アンソロジー・恐怖と幻想(2)』（月刊ペン社、1971年）に収載
- 『魔の配剤　<イギリス恐怖小説傑作選>』（朝日ソノラマ、ソノラマ文庫海外シリーズ、1985年）に「恐怖の館」として収載
- 「影のない男」 The Man who Cast No Shadow(Weird Tales, Feb 1927)：『吸血鬼伝説　ドラキュラの末裔たち』（原書房、1997年）に収載
- 「恐怖の鐘楼」 The Chapel of Mystic Horror(Weird Tales, Dec 1928) ：『ウィアード・テールズ(2)』（国書刊行会、1984年）に収載
- 「月の光」 Clair De Lune(Weird Tales, Nov 1947)：ミステリマガジン1974年7月号に収載